# Autosegment C
Autosegment C – niższa, średnia klasa samochodów osobowych, które cechuje zwarta, kompaktowa budowa zapewniająca względny komfort jazdy dla 4 dorosłych osób i umiarkowanie dużą przestrzeń na bagaż. Stąd inna nazwa segmentu - segment samochodów kompaktowych.

## Charakterystyka
Samochody te są przeznaczone zarówno do jazdy po mieście, jak i w trasie stanowiąc rodzaj kompromisu pomiędzy samochodami miejskimi i klasy średniej. W ramach tego segmentu dostępne są zarówno zwrotne i wygodne do stosowania w mieście hatchbacki, jak i sedany oraz kombi pełniące rolę limuzyny za umiarkowane pieniądze. 

## Reprezentanci
Oprócz klasycznych nadwozi na bazie samochodów z segmentu C wielu producentów produkuje rozmaite wariacje. Niszowe rozwiązanie to nadwozie typu liftback. Ponadto buduje się: od typowo drogowych crossoverów, po wielofunkcyjne SUV-y, minivany, kombivany, samochody dostawcze, a nawet coupé, kabriolety i coupé-kabriolety. Jest to najliczniejszy i najbardziej konkurencyjny segment rynku samochodów osobowych. 

## Przykładowe modele
- Alfa Romeo Giulietta
- Audi A3
- BMW serii 1
- Chevrolet Cruze
- Citroen C4
- Fiat Tipo
- Ford Focus
- Honda Civic
- Hyundai i30
- Kia Ceed
- Lancia Delta
- Mazda 3
- Mitsubishi Lancer
- Nissan Pulsar
- Opel Astra
- Peugeot 308
- Renault Mégane
- SEAT León
- Škoda Octavia
- Subaru Impreza
- Toyota Corolla
- Volkswagen Golf

## Inne
Liftbacki:
- Hyundai i30 Fastback
- Skoda Octavia
- Toyota Corolla VIII Liftback

Kombi:
- Kia cee'd_SW
- Opel Astra Sports Tourer
- Toyota Auris Touring Sports

Sedany:
- Fiat Linea
- Renault Fluence
- Volkswagen Jetta

Crossovery:
- Kia Niro
- Nissan Qashqai
- Toyota C-HR

SUV-y:
- Honda CR-V
- Hyundai Tucson
- Subaru Forester

Minivany:
- Citroen C4 Picasso
- Opel Zafira
- Volkswagen Touran
- Renault Scénic

Kombivany:
- Fiat Doblo
- Ford Tourneo Connect
- Renault Kangoo

Coupe:
- Hyundai Coupe
- Toyota Celica
- Volkswagen Scirocco

Kabriolety:
- Opel Cascada
- Volkswagen Golf Cabrio

Coupe-Kabriolety:
- Ford Focus CC
- Volkswagen Eos

Dostawcze:
- Ford Transit Connect
- Fiat Doblo Van
- Peugeot Partner